# Hoffmann Pál (püspök)
Hoffmann Pál (Sedikert, 1614 – Nagyszombat, 1659. június 24.) 1648-tól pécsi, majd 1658-tól veszprémi püspök.

## Élete
Hoffmann Pál a Sáros vármegyei Sedikerten született, és Bécsben filozófiát, Rómában teológiát tanult. 1642. március 31.-től esztergomi kanonok, illetve ugyanettől az évtől Szent Györgyről nevezett prépost lett. 1648-ban pécsi püspökké nevezték ki, de a pápai megerősítés csak 1655. augusztus 2-án kelt, és csak 1656-ban hajották végre a püspökké szentelést. Eközben 1653-tól zalavári apáti címet is kapott, majd 1658. január 24-től veszprémi megyés püspök. Már a következő évben elhunyt szentség hírében.

## Műve
- Egy prédikációja került kiadásra ilyen címmel:

A Tekentetes és Nemes Hoffmany Pal, Peczi Püspök, Esztergami Canonok, és Esztergami Ersek Urunk ő Nagysága Vicáriussa, Chászár és Király Urunk Fölsege tanátsa Predikaczioia, Mellyet predikállot Nagyszombatban Keresztelő szent János Templomában, Sz. András havának 26. napján, 1652. Esztendőben. Midon, Nagy Vezekeny mezejen, az Törökok-Ellen valo harczon, kis Aszszony havának 26. napián, hazájokért düczöségessen egy-gyütt megh holt, négy vitéz Uri Attiafiak el temettetnének, Ugy mint: A Tekintetes es Nagysagos Groff Galanthai Eszterhazi Laszlo, Frakno Vara örökös Ura, és Soprony Vármegye fő-Ispánnya, Szentelt vitéz, Chászár és Király Urunk ő Fölsége Fő-tanácsa és komornykya Pápa végh-házának főkapitánnya &c. A Tekentetes es Nagysagos Galanthai Eszterhazi Ferencz, Chászár és Király Urunk ő Fölsége, Gyarmathi véghházának fő-kapitánya &c. Galanthaí, Eszterhazi Tamas, Chászár és Király Urunk ő Fölsége Lévai végh-házának viczé-kapitánya &c. Galanthai Eszterhazi Gaspar &c. Es ezeknek diczéretes magok viselésének örök emlekezetire, A Tekentetes es Nagyságos Groff Nadasdi Ferencz, Fogaras Földének örökös Ura, Vas-vár-megyének fő-Ispánya, Chászár és Kiraly Urunk ó Fölsége Főtanátsa, és Komornykya, és Magyar Országban kirali udvari Hop-mestere, akarattiabul ki-nyomtattatot. (Bécs), 1653.